# Kgatelopele
Kgatelopele es un municipio local sudafricano situado en el distrito de ZF Mgcawu, en la provincia de Cabo Septentrional.

## Superficie
Kgatelopele tiene una superficie de 2478 km².

## Demografía
En 2022, tenía 19 854 habitantes, una densidad poblacional de 8,01 hab./km², y 5286 viviendas.